# Matías Vargas
Matías Ezequiel Vargas Martin (Salta, 8 maggio 1997) è un calciatore argentino, centrocampista dell'Al-Fateh.
È soprannominato El Monito (in italiano La Scimmietta).

## Carriera

### Club

#### Vélez Sarsfield
Il 22 agosto 2015 il tecnico del Vélez, Miguel Ángel Russo, lo fa esordire sostituendo Yamil Asad durante la partita contro il Colón pareggiata 0-0. Nella stagione 2016-17 viene schierato per la prima volta titolare nel match vinto 2-1 contro il Defensa y Justicia.

#### Espanyol
Il 14 luglio 2019 si trasferisce in Europa, all'Espanyol, con cui firma un contratto di cinque anni. Il club catalano acquista l'80% del suo cartellino per una cifra vicina ai 10 milioni e mezzo di euro. Contemporaneamente al suo debutto, realizza il suo primo gol con la nuova maglia nel preliminare di Europa League 2019-20 vinto 3-0 contro il Lucerna. Nel match di ritorno contribuisce, con un assist a Wu Lei, alla vittoria sempre per 3-0 e al conseguente passaggio del turno. Il 18 agosto 2019 debutta in Liga nella sconfitta in casa per 0-2 contro il Siviglia.

### Nazionale
Il 17 agosto 2018 viene convocato per la prima volta in nazionale maggiore dal neo-CT Lionel Scaloni. L'8 settembre 2018 scende in campo per la prima volta con la Selección nell'amichevole vinta 3-0 contro il Guatemala.

## Statistiche

### Presenze e reti nei club
Statistiche aggiornate al 3 maggio 2025.
| Stagione                | Squadra                 | Campionato              | Campionato | Campionato | Coppe nazionali | Coppe nazionali | Coppe nazionali | Coppe continentali | Coppe continentali | Coppe continentali | Altre coppe | Altre coppe | Altre coppe | Totale | Totale |
| Stagione                | Squadra                 | Comp                    | Pres       | Reti       | Comp            | Pres            | Reti            | Comp               | Pres               | Reti               | Comp        | Pres        | Reti        | Pres   | Reti   |
| ----------------------- | ----------------------- | ----------------------- | ---------- | ---------- | --------------- | --------------- | --------------- | ------------------ | ------------------ | ------------------ | ----------- | ----------- | ----------- | ------ | ------ |
| 2015                    | Vélez Sarsfield         | PD                      | 3          | 0          | CA              | 0               | 0               | -                  | -                  | -                  | -           | -           | -           | 3      | 0      |
| 2016                    | Vélez Sarsfield         | PD                      | 2          | 0          | CA              | 0               | 0               | -                  | -                  | -                  | -           | -           | -           | 2      | 0      |
| 2016-2017               | Vélez Sarsfield         | PD                      | 16         | 4          | CA              | 4               | 0               | -                  | -                  | -                  | -           | -           | -           | 20     | 4      |
| 2017-2018               | Vélez Sarsfield         | PD                      | 25         | 5          | CA              | 1               | 1               | -                  | -                  | -                  | -           | -           | -           | 26     | 6      |
| 2018-2019               | Vélez Sarsfield         | PD                      | 23         | 5          | CA              | 1               | 0               | -                  | -                  | -                  | CS          | 3           | 0           | 27     | 5      |
| Totale Velez            | Totale Velez            | Totale Velez            | 69         | 14         |                 | 6               | 1               |                    | -                  | -                  |             | 3           | 0           | 78     | 15     |
| 2019-2020               | Espanyol                | PD                      | 21         | 0          | CR              | 2               | 0               | UEL                | 10                 | 5                  | -           | -           | -           | 33     | 5      |
| 2020-2021               | Espanyol                | SD                      | 21         | 0          | CR              | 3               | 0               | -                  | -                  | -                  | -           | -           | -           | 24     | 0      |
| Totale Espanyol         | Totale Espanyol         | Totale Espanyol         | 42         | 0          |                 | 5               | 0               |                    | 10                 | 5                  |             | -           | -           | 57     | 5      |
| 2021-2022               | Adana Demirspor         | SL                      | 36         | 5          | TK              | 2               | 0               | -                  | -                  | -                  | -           | -           | -           | 38     | 5      |
| 2022                    | Shanghai Haigang        | CSL                     | 18         | 1          | CC              | 3               | 0               | ACL                | -                  | -                  | -           | -           | -           | 21     | 1      |
| 2023                    | Shanghai Haigang        | CSL                     | 22         | 1          | CC              | 1               | 0               | ACL                | 1                  | 0                  | -           | -           | -           | 24     | 1      |
| 2024                    | Shanghai Haigang        | CSL                     | 28         | 12         | CC              | 4               | 1               | ACL                | 5                  | 5                  | SC          | 1           | 0           | 38     | 18     |
| Totale Shanghai Haigang | Totale Shanghai Haigang | Totale Shanghai Haigang | 68         | 14         |                 | 8               | 1               |                    | 6                  | 5                  |             | 1           | 0           | 83     | 20     |
| gen.-giu. 2025          | Al-Fateh                | SPL                     | 16         | 6          | KCC             | 0               | 0               | -                  | -                  | -                  | -           | -           | -           | 16     | 6      |
| Totale carriera         | Totale carriera         | Totale carriera         | 231        | 39         |                 | 21              | 2               |                    | 16                 | 10                 |             | 4           | 0           | 272    | 51     |

### Cronologia presenze e reti in nazionale
| Cronologia completa delle presenze e delle reti in nazionale ― Argentina | Cronologia completa delle presenze e delle reti in nazionale ― Argentina | Cronologia completa delle presenze e delle reti in nazionale ― Argentina | Cronologia completa delle presenze e delle reti in nazionale ― Argentina | Cronologia completa delle presenze e delle reti in nazionale ― Argentina | Cronologia completa delle presenze e delle reti in nazionale ― Argentina | Cronologia completa delle presenze e delle reti in nazionale ― Argentina | Cronologia completa delle presenze e delle reti in nazionale ― Argentina |
| Data                                                                     | Città                                                                    | In casa                                                                  | Risultato                                                                | Ospiti                                                                   | Competizione                                                             | Reti                                                                     | Note                                                                     |
| ------------------------------------------------------------------------ | ------------------------------------------------------------------------ | ------------------------------------------------------------------------ | ------------------------------------------------------------------------ | ------------------------------------------------------------------------ | ------------------------------------------------------------------------ | ------------------------------------------------------------------------ | ------------------------------------------------------------------------ |
| 7-9-2018                                                                 | Los Angeles                                                              | Argentina                                                                | 3 – 0                                                                    | Guatemala                                                                | Amichevole                                                               | -                                                                        | 46’                                                                      |
| 13-10-2019                                                               | Elche                                                                    | Ecuador                                                                  | 1 – 6                                                                    | Argentina                                                                | Amichevole                                                               | -                                                                        | 70’                                                                      |
| Totale                                                                   |                                                                          | Presenze                                                                 | 2                                                                        |                                                                          | Reti                                                                     | 0                                                                        |                                                                          |

## Palmarès

### Club

#### Competizioni nazionali
- Segunda División: 1

Espanyol: 2020-2021
- Campionato cinese: 2

Shanghai Haigang: 2023, 2024
- Coppa di Cina: 1

Shanghai Haigang: 2024